# گورستان بیرق
گورستان بیرق گورستانی تاریخی از سدهٔ ۵.۵ ه‍.ق و پس از آن است و در شهرستان تبریز، روستای بیرق واقع شده و این اثر در تاریخ ۱۷ اسفند ۱۳۸۱ با شمارهٔ ثبت ۷۷۴۰ به‌عنوان یکی از آثار ملی ایران به ثبت رسیده است.